# 払い戻し分配金
払い戻し分配金（はらいもどしぶんぱいきん）とは，分配金のうち，従来の特別分配金と呼んでいた部分である。

## 背景
分配型の投信が増えるにつれ，投信販売会社が投資家に対し，適切にその説明を行わず，分配金があたかも銀行預金の利子のように誤解を与えてしまっているとの指摘が出てきた。この反省から，分配金を正しく理解するために，ことばの言い換えが提案されている。これを機に，投信販売会社がより分かりやすい説明をすることが期待されている。